# Bistum Cuenca
Das Bistum Cuenca (lateinisch Dioecesis Conchensis, spanisch Diócesis/Obispado de Cuenca) ist eine in Spanien gelegene römisch-katholische Diözese mit Sitz in Cuenca.

## Geschichte
Das Bistum Cuenca wurde am 5. Juli 1183 durch Papst Lucius III. errichtet und dem Erzbistum Toledo als Suffraganbistum unterstellt. Am 2. November 1949 gab das Bistum Cuenca Teile seines Territoriums zur Gründung des Bistums Albacete ab.

## Weblinks

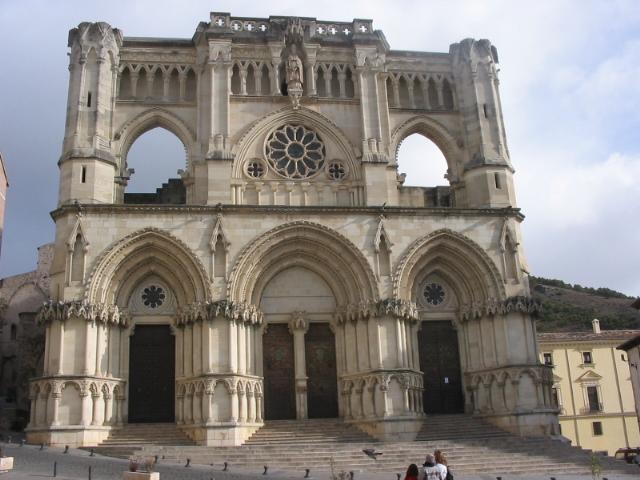
Kathedrale Nuestra Señora de Gracia in Cuenca